# Полицеймако, Михаил Семёнович
Михаи́л Семёнович Полицейма́ко (род. 7 апреля 1976, Москва, СССР) — российский актёр театра и кино, певец, телеведущий. Член общественного совета Российского еврейского конгресса. 
Сын актрисы Марины Полицеймако (1938—2024) и актёра Семёна Фарады (1933—2009).

## Биография
Родился в актёрской семье. Мать — актриса Марина Полицеймако (1938—2024), отец — актёр Семён Фарада (1933—2009). Дед — актёр БДТ Виталий Полицеймако (1906—1967). Имеет еврейское происхождение по отцу и греческое по матери. 
Впервые снялся в кино в восьмилетнем возрасте — в фильме «Что такое „Ералаш“». В титрах значился как Миша Фарада.
Учился в школе с математическим уклоном. Окончил музыкальную школу по классу фортепиано. 
Окончил РАТИ (ГИТИС) в 1997 году. В этом же году был принят в труппу Российского академического молодёжного театра (РАМТ).

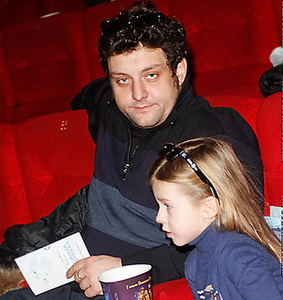
С дочерью Эмилией на премьере мультфильма «Снежная королева» 23 декабря 2012 года.

## Личная жизнь
Первая жена — Ольга  Лысак (род. 9 июня 1973), актриса. Сын — Никита Полицеймако (род. 28 сентября 2001), с 2023 года актёр Театра сатиры. С матерью отношения не сложились, и в 14 лет переехал жить к отцу.
Вторая жена (с 2005 года) — Лариса Юрьевна Полицеймако (в девичестве Муратова) (род. 8 марта 1977). Организатор и актриса детского театра «ТриэЛь». Дочери Эмилия (род. 23 октября 2007), София (род. 15 ноября 2010) и Мария (род. 30 марта 2020).
Единоутробный (от предыдущего брака матери) брат Юрий (род. 1959), живёт в Йоханнесбурге

## Творчество

### Роли в театре

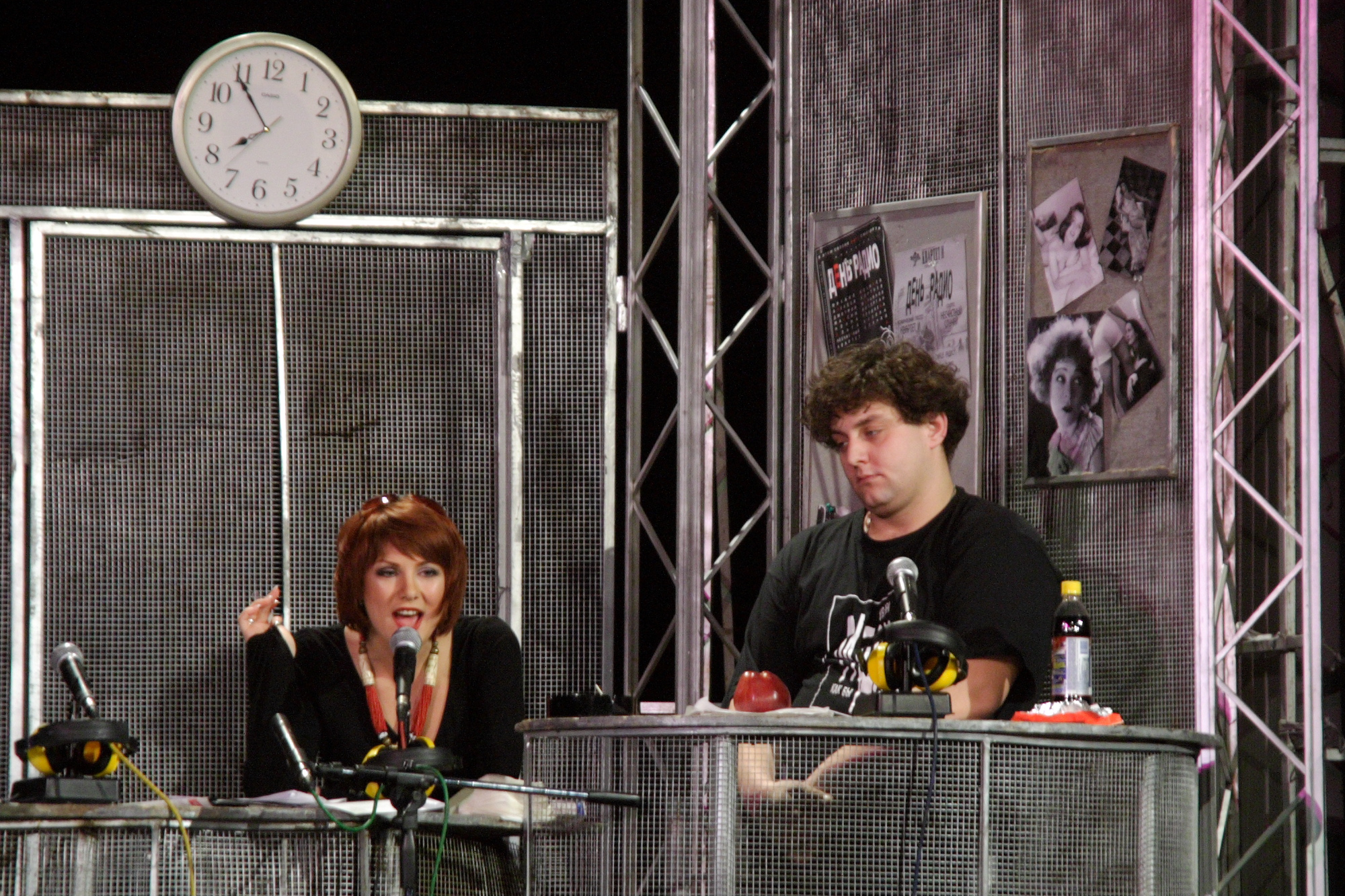
спектакль «День радио», 2005 год

- «Дневник Анны Франк» Ф. Гудрич А. Хаккета — господин Дуссел
- «Лоренцаччо» А. де Мюссе — Джомо
- «Король-олень» К. Гоцци — Тарталья
- «Ромео и Джульетта» В. Шекспир — Бенволио
- «День радио», «День выборов» Квартет И — Диджей Макс
- «Женщина над нами», Современный театр антрепризы — Александр Гачин
- «Маленькие комедии», Современный театр антрепризы — Смирнов/Ломов
- «Бабий бунт» Шолохов, Театр Русская Песня — председатель Степан Кошевой

#### Антреприза
- «Бестолочь», реж. Роман Самгин. Театральное агентство «Арт-Партнёр XXI» — Робер
- «Приворотное зелье», реж. Константин Богомолов. Театральное агентство «Арт-Партнёр XXI») — Лигурио
- «Жанна д’Арк. При дворе и на войне» Г. Стрелкова, АРТ-ТЕАТР — Палладин
- «Кукушка» П. Гладилина, Компания Петра Гладилина — Автор
- «Моя прекрасная Кэт» — Аркадий

#### Театр «Ателье»(«Независимый театральный проект»)
- 2002 — «Ladies' night. Только для женщин»[9] по пьесе Энтони Маккартена, Стефана Синклера и Жака Коллара — Весли
- 2009 — «Папаши»[10] по пьесе Давид Декка — Эрик
- 2017 — «Трактирщица»[11] по пьесе К. Гольдони — Маркиз

### Работа на ТВ
- "Телеком-Рикор" (1999) — реклама, презентация первой в Москве системы интерактивного ТВ
- «Зарядка для страны» (7ТВ) — ведущий
- «Утро на НТВ» (2003—2004) — ведущий (в паре с Инной Глебовой)
- «Канал Домашний» — ведущий
- «Большая разница» — актёр
- «О самом главном» (Россия 1)[12] — ведущий (20 апреля 2010—21 сентября 2012; с 2 марта 2017[13])
- «Дом вверх дном»[14][15] — семейное реалити-шоу с элементами ситкома (совместно с супругой Ларисой и дочерью Эмилией) ТВ Центр — ведущий (август 2013 — декабрь 2013)
- «Киношоу» на НТВ
- «Угадай мой возраст» на «Ю»
- «Пятеро на одного» на «Россия-1»
- «Истории большой страны» — актёр

### Фильмография
- 1985 — «Что такое „Ералаш“?» — зритель (в титрах не указан)
- 1991 — Болотная street, или Средство против секса — Коля Пахомов (в титрах — Миша Фарада)
- 1991 — Детство Тёмы — гимназист
- 1999 — Директория смерти — Коля (новелла 1 «Купи очки»)
- 1999 — 2003 — Простые истины — Учитель физики Пушкин Александр Сергеевич
- 2000 — Истинные происшествия, или Безумный день монтёра (Россия, Азербайджан) — тенор
- 2000 — ДМБ — 002 — Старший сержант Лавров
- 2000 — Старые клячи — ремонтник
- 2001 — Даун Хаус — Дмитриевич
- 2001 — ДМБ — 003 — Старший сержант Лавров
- 2001 — ДМБ — 004 — Старший сержант Лавров
- 2001 — ДМБ: Снова в бою — Старший сержант Лавров
- 2002 — «Всё, что ты любишь»
- 2002 — Даже не думай! — Охранник в нарколаборатории
- 2002 — Светские хроники — Режиссёр клипа
- 2002 — Театральная академия
- 2002 — По ту сторону волков — Конокрад Гришка
- 2003 — «Ангел на дорогах» (серия «Амнезия»)
- 2003 — Замыслил я побег — Борис
- 2003 — Капитан Правда
- 2003 — Прощание в июне — ведущий Муз ТВ
- 2003 — На углу у Патриарших-3 — Константин Кузьмич Резников
- 2004 — 72 метра — дежурный в общежитии
- 2004 — Афромосквич — участковый
- 2004 — Граф Крестовский — Сказка
- 2004 — Даша Васильева 3 — Тимофей
- 2004 — Кавалеры Морской звезды — Лившиц, следователь
- 2004 — Лесная царевна — Купец
- 2004 — Любовные авантюры — второй муж Мари (новелла «Мари»)
- 2004 — Операция «Эники-Беники» — полицейский Тужилкин
- 2004 – 2006 — Моя прекрасная няня — Режиссёр, Витька («Бедная Вика», «Гоблины»)
- 2005 — Богиня прайм-тайма — Толя Борейко
- 2005 — Влюблённый агент. Не оставляйте надежду, маэстро!
- 2005 — «Девочки»
- 2005 — «Есенин» — Александр Тютин
- 2005 — Здравствуйте, мы — ваша крыша! — Каприщев Сергей Валерьевич, провинциальный бизнесмен
- 2006 — «Аэропорт-2» — Маркус Швицер
- 2006 — День денег — Писатель
- 2006 — Большие девочки — Милиционер (Серия «Дядя Ваня»)
- 2006 — Братья по-разному — Ведущий программы «Ничего себе ремонт»
- 2006 — Мустанг (не был завершён) — Брунo
- 2006 — Неверность — Старший лейтенант милиции
- 2006 — Русский перевод — Фикрет Гусейнов, переводчик-азербайджанец
- 2006 — Страсти по кино: Бешеные деньги —
- 2006 — Три полуграции — Веня
- 2006 — Трое сверху — клерк
- 2006 — Кто в доме хозяин? — Фархат, режиссёр (Серия «Сыпная реакция»)
- 2007 — В ожидании чуда — Неприятный парень в кафе
- 2007 — Глянец — Журналист
- 2007 — Вся такая внезапная — Ян
- 2007 — Дом кувырком — Жора, друг Андрея
- 2007 — Иван Подушкин. Джентльмен сыска 2 — Игорь Кольский («Надувная женщина для Казановы»)
- 2007 — Идеальная жена (Россия, Украина) — Дмитрий, приятель и сослуживец Олега
- 2007 — Нулевой километр — Менеджер Стас
- 2007 — Приключения солдата Ивана Чонкина — лейтенант Филипидзе
- 2007 — Руд и Сэм
- 2007 — Служба доверия — Лев Максимович Милиндер
- 2007 — Три девушки (Азербайджан, Германия, Россия) — Маф
- 2008 — День радио — корреспондент
- 2008 — Мой осенний блюз — Илья
- 2008 — Моя любимая ведьма — Виссарион, маг (Вадим Геннадьевич)
- 2008 — Тариф «Новогодний» — Инспектор ГИБДД
- 2008 — Я знаю, как стать счастливым! (Россия, Украина) — Максим
- 2009 — Боксёры предпочитают блондинок (Украина)
- 2009 — Воротилы — Веселов
- 2009 — Крем — Александр Соломонович Фельдман
- 2009 — ЛОпуХИ: эпизод первый — Карлито
- 2009 — Московский фейерверк — Фрол
- 2009 — Неоконченный урок — Саша, муж Инны
- 2009 — Стерва для чемпиона — копирайтер
- 2010 – 2011 — Записки экспедитора тайной канцелярии — сэр Генри Анровиль, секретарь английского посольства
- 2010 — Морозко — врач (1:25.55 — 1:29.49 поёт песню «В жизни давно я понял»)
- 2011 — «Карамель» — Денис Шилов
- 2011 — Вендетта по-русски — Кент
- 2011 — Приключения Алисы. Пленники трёх планет (съёмки не были завершены) — Руф
- 2012 — Ржевский против Наполеона
- 2012 — Самоубийцы (фильм)
- 2012 —  за любовью в россию
- 2013 — Бальзаковский возраст, или Все мужики сво… Пять лет спустя — Пётр, претендент на руку Юлии
- 2014 — Алёнка из Почитанки — Аркадий Леонидович, телеведущий
- 2014 — Тайный город — Птиций, владелец клуба «Ящерица»[16]
- 2015 — Между нами, девочками — устроитель свадеб
- 2015 — Завтрак у папы — Василий Львович, начальник Юлии
- 2015 — Деффчонки — Михаил Львович, новый начальник Палны
- 2016 — День выборов 2[17] — Михаил Семёнович, корреспондент «ВолгаТВ»
- 2016 — Пятница — Лёша
- 2017 — Война и мир супругов Торбеевых — Влад Торбеев
- 2017 — Воспитание и выгул собак и мужчин — Эдуард Незлобин, главврач ветклиники
- 2017 — Слуга народа 2. От любви до импичмента — Костас Парагонис, министр иностранных дел Греции
- 2017 — Отчаянный домохозяин — Борис Нефёдов, финансовый аналитик
- 2017 — Я любить тебя буду, можно? — сосед
- 2018 — Шелест. Большой передел — Игорь Алексеевич Лазарев, префект
- 2019 — Кухня. Война за отель (серия № 3) — Сергей, глава города-курорта
- 2019 — Трезвый водитель — клиент «трезвого водителя», отец девочки и мальчика, муж Елены
- 2021 — Пункт пропуска — отец Юли
- 2021 — Клиника счастья — Марк
- 2021 — В Бореньке чего-то нет — Миша
- 2021 — Большая секунда — Марик Овчаренко, продюсер
- 2021 — Везёт — Степан
- 2022 — И снова здравствуйте! — Валентин, бизнесмен
- 2023 — СуперИвановы — Валерий Иванов
- 2023 — Я делаю шаг — логопед

### Дубляж
- 2000 — Дорожное приключение — Джейкоб Шульц (Энтони Рэпп)
- 2000 — Знакомство с родителями — Кевин Роули (Оуэн Уилсон)
- 2002 — 40 дней и 40 ночей — Мэтт Салливан (Джош Хартнетт)

### Озвучивание компьютерных игр
- 2003 — Власть закона — БиК-14